# Румянцев, Дмитрий Михайлович
Дмитрий Михайлович Румянцев (26 октября 1914, Ивашково, Гагаринский район — 9 января 1992, Москва) — командир 164-го отдельного сапёрного батальона 52-й стрелковой дивизии, капитан. Герой Советского Союза.

## Биография
Родился 26 октября 1914 года в деревне Ивашково ныне Гагаринского района Смоленской области. Русский. С 1928 года жил в Москве. Работал на строительстве метрополитена, окончил вечерний техникум по нормированию труда и заработной платы. Работал нормировщиком на автобазе.
В Красной Армии с 1936 года. Окончил инженерные курсы командного состава.
Участник Великой Отечественной войны с июня 1941 года. Сражался на подступах к Москве, в ноябре 1941 года был ранен. Участвовал в боях на Западном, Калининском, Степном и 3-м Украинском фронтах.
12 апреля 1944 года в должности командира 164-го отдельного сапёрного батальона 52-й стрелковой дивизии при форсировании Днестра в районе селения Бычек произвёл разведку переправы, скрытно доставил туда 25 трофейных резиновых лодок. Под артиллерийско-миномётным огнём противника сам занял место в одной из лодок. Добравшись до противоположного берега, немедленно организовал устройство парома для переправы стрелковых подразделений. Плацдарм был захвачен и удержан.
Звание Героя Советского Союза с вручением ордена Ленина и медали «Золотая Звезда» капитану Дмитрию Михайловичу Румянцеву присвоено 13 сентября 1944 года.
Был ранен при форсировании Днестра, но вернулся в свой батальон, участвовал в боях под румынским городом и портом Констанцей, в штурме Вены и Будапешта, в освобождении Югославии и Чехословакии.
Участник советско-японской войны в августе 1945 года в составе Забайкальского фронта.
После войны продолжал службу в армии. В 1951 году окончил Высшую инженерную школу. С 1959 года полковник Румянцев — в запасе. Работал начальником хозяйственного управления министерства бытового обслуживания РСФСР.
Жил в Москве. Умер 9 января 1992 года. Похоронен в Москве на Химкинском кладбище.
Награждён орденами Ленина, Красного Знамени, Кутузова 3-й степени, Отечественной войны 1-й и 2-й степени, 2 орденами Красной Звезды, медалями.